# ヘッケルフォーン
ヘッケルフォーン（ドイツ語: Heckelphon）は、20世紀はじめに発明されたダブルリードの木管楽器。オーボエより1オクターブ低い音域を持つ。バリトンオーボエと音域は同じだが管が太く、音色はかなり異なる。
かなり珍しい楽器で、1904年から2020年までに製作された楽器の数は175台以下と推測されている。

## 概要
ヘッケルフォーンは管の直径がオーボエの2倍あり、豊かで充実した音色を持つ。リードはファゴットのものと同じぐらいの大きさである。リードのつけられる管は金属製のクルック（曲管）になっている。管長は120センチメートルあまりあり、その先にコーラングレと同様の球根形のベルがついている。その先端にはエンドピンがあり、床に置いて演奏する。
C管ヘッケルフォーンは「い」(A2)から「2点ト」(G5)までの音域を持つ。ほかに短3度高いE♭管ヘッケルフォーンと、完全4度高いF管のピッコロヘッケルフォーンも作られた。
通常のオーボエより1オクターブ低い楽器は1700年代ごろから時々製造が試みられてきたが、ダブルリードの低音楽器としてすでにファゴットがあったこともあり、広く使われることはなかった。1825年ごろにフランスのトリエベールがバリトン・オーボエを作ったが、これは底部管がファゴットのように折れ曲っていた。オーボエと同様の直管型のバリトン・オーボエは1839年にF.ロレによって製造された。バリトン・オーボエは内径の断面積が通常のオーボエの約2倍あったが、音色が弱々しいという不満があった。
ヘッケルフォーンは1904年にドイツの楽器製作者であるヴィルヘルム・ヘッケルによって発明された。ヘッケルは1879年にリヒャルト・ヴァーグナーと会ったが、その時にオーケストラがバリトン音域のダブルリード楽器を欠いていることをヴァーグナーが嘆いていたことから作成を思い立ち、試行錯誤の末に1904年にC管ヘッケルフォーンの最初のモデルを完成した。

## 使用
ヘッケルフォーンは発明されるとすぐにリヒャルト・シュトラウス、マックス・フォン・シリングス、エンゲルベルト・フンパーディンクらの注目を集めた。中でもリヒャルト・シュトラウスは『サロメ』(1905)で重要なパートをヘッケルフォーンに割りあてた。リヒャルト・シュトラウスはほかに『エレクトラ』(1909)や『アルプス交響曲』(1915)でもヘッケルフォーンを用いている。ただし『アルプス交響曲』にはしばしばヘッケルフォーンの最低音より低い音が出現する。
ヴァレーズの『アメリカ』(1921)および『アルカナ』(1928)、ヘンツェのオラトリオ『メデューサの筏』(1967)にもヘッケルフォーンが使用されている。
フレデリック・ディーリアスは『人生のミサ』(1905)、『ダンス・ラプソディ第1番』(1908)において「バス・オーボエ」を指定しているが、後にヘッケルフォーンを使いたかったとしている。
バリトン・オーボエの代用としてヘッケルフォーンを使うこともある。
室内楽曲で使われることは少ないが、パウル・ヒンデミットは『ピアノ、ヴィオラ、およびヘッケルフォーンのための三重奏曲』(1929)を書いている（ただし、ヘッケルフォーンのかわりにテナーサクソフォーンを使うこともできる）。
第二次世界大戦後ではカレヴィ・アホがヘッケルフォーンを使った管弦楽曲を数多く書いている。